# Olympische Sommerspiele 2008/Leichtathletik – Speerwurf (Männer)

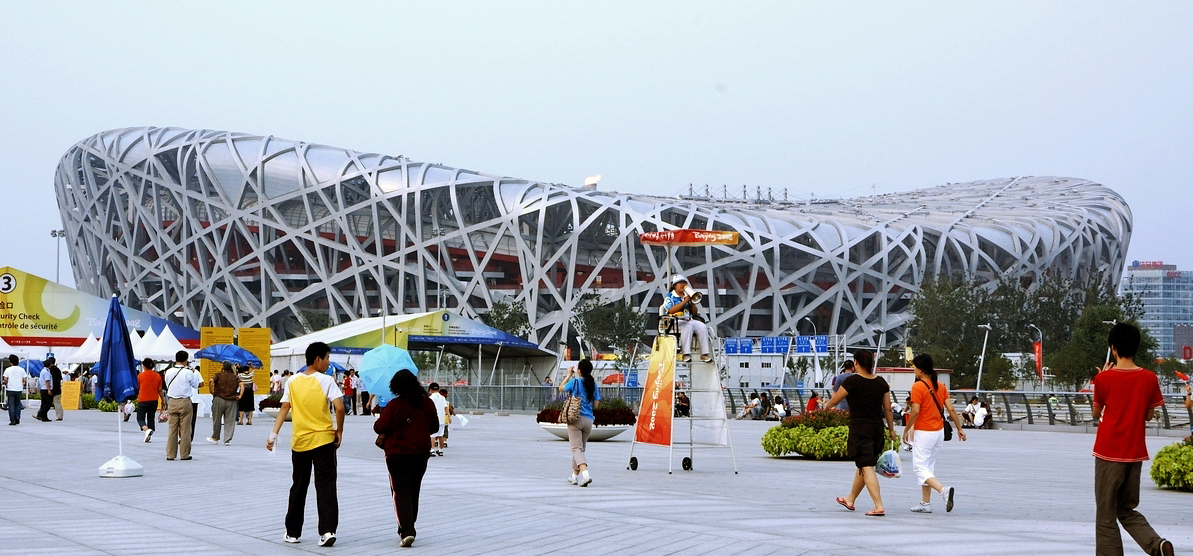
Das Vogelnest – Olympiastadion von Peking

Der Speerwurf bei den Olympischen Spielen 2008 in Peking wurde am 21. und 23. August 2008 ausgetragen. 38 Athleten nahmen daran teil.
Olympiasieger wurde der Norweger Andreas Thorkildsen. Die Silbermedaille gewann der Lette Ainārs Kovals. Bronze ging an Tero Pitkämäki aus Finnland.

## Aktuelle Titelträger
| Olympiasieger 2004                      | Andreas Thorkildsen ( Norwegen)  | 86,50 m | Athen 2004          |
| Weltmeister 2007                        | Tero Pitkämäki ( Finnland)       | 90,33 m | Ōsaka 2007          |
| Europameister 2006                      | Andreas Thorkildsen ( Norwegen)  | 88,78 m | Göteborg 2006       |
| Panamerikanischer Meister 2007          | Guillermo Martínez ( Kuba)       | 77,66 m | Rio de Janeiro 2007 |
| Zentralamerika und Karibik-Meister 2008 | Anier Boué ( Kuba)               | 74,98 m | Cali 2008           |
| Südamerika-Meister 2007                 | Pablo Pietrobelli ( Argentinien) | 76,52 m | São Paulo 2007      |
| Asienmeister 2007                       | Chen Qui ( Volksrepublik China)  | 78,07 m | Amman 2007          |
| Afrikameister 2008                      | Mohamed Ali Kebabou ( Tunesien)  | 74,20 m | Addis Abeba 2008    |
| Ozeanienmeister 2008                    | Leslie Copeland ( Fidschi)       | 67,02 m | Saipan 2008         |

## Rekorde

### Bestehende Rekorde
| Weltrekord         | 98,48 m | Jan Železný ( Tschechien) | Jena, Deutschland            | 25. Mai 1996       |
| Olympischer Rekord | 90,17 m | Jan Železný ( Tschechien) | Finale OS Sydney, Australien | 23. September 2000 |

### Rekordverbesserung
Der norwegische Olympiasieger Andreas Thorkildsen verbesserte den bestehenden olympischen Rekord im Finale am 23. August mit seinem fünften Wurf um vierzig Zentimeter auf 90,57 m. Zum Weltrekord fehlten ihm 7,91 m.

## Legende
Kurze Übersicht zur Bedeutung der Symbolik – so üblicherweise auch in sonstigen Veröffentlichungen verwendet:
| – | verzichtet |
| x | ungültig   |

## Qualifikation
Die Qualifikation wurde in zwei Gruppen durchgeführt. Drei Athleten erreichten die Qualifikationsweite für den direkten Finaleinzug von 82,50 m. Damit war die Mindestanzahl von zwölf Finalteilnehmern nicht erreicht. So wurde das Finalfeld mit neun weiteren Wettbewerbern (hellgrün unterlegt) aus beiden Gruppen nach den nächstbesten Weiten aufgefüllt. Für die Teilnahme waren schließlich 79,70 m zu erbringen.

### Gruppe A

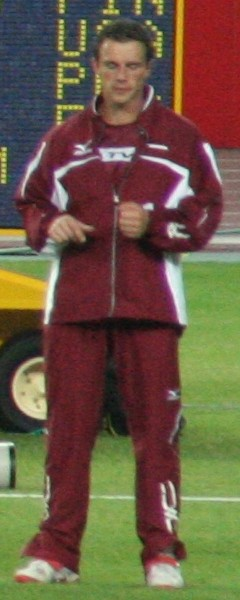
Ēriks Rags – ausgeschieden mit 79,33 m
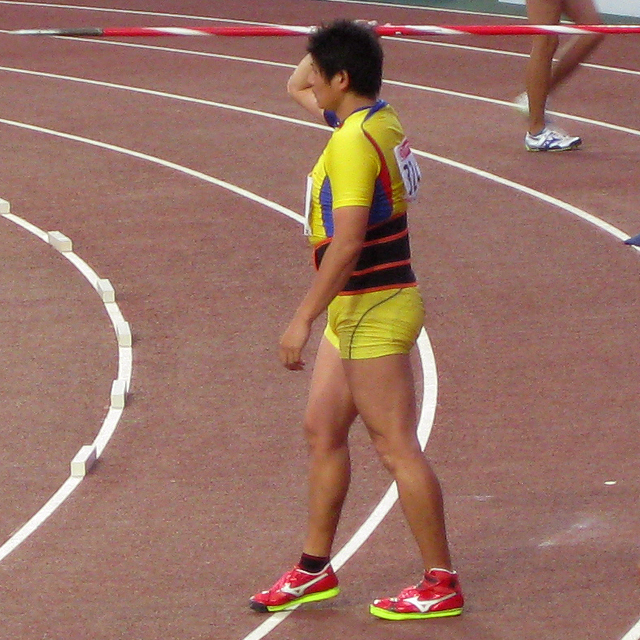
Yukifumi Murakami – ausgeschieden mit 78,21 m

21. August 2004, 10:10 Uhr
| Platz | Name                   | Nation      | 1. Versuch | 2. Versuch | 3. Versuch | Weite   |
| ----- | ---------------------- | ----------- | ---------- | ---------- | ---------- | ------- |
| 1     | Scott Russell          | Kanada      | 80,42 m    | –          | –          | 80,42 m |
| 2     | Ainārs Kovals          | Lettland    | x          | x          | 80,15 m    | 80,15 m |
| 3     | Uladsimir Kaslou       | Belarus     | 77,07 m    | 80,06 m    | 78,41 m    | 80,06 m |
| 4     | Teemu Wirkkala         | Finnland    | 79,79 m    | 78,89 m    | 75,81 m    | 79,79 m |
| 5     | Jarrod Bannister       | Australien  | 79,79 m    | x          | 77,40 m    | 79,79 m |
| 6     | Magnus Arvidsson       | Schweden    | 79,70 m    | 75,35 m    | 76,07 m    | 79,70 m |
| 7     | Ēriks Rags             | Lettland    | 79,33 m    | x          | 77,97 m    | 79,33 m |
| 8     | Yukifumi Murakami      | Japan       | x          | 78,21 m    | 76,29 m    | 78,21 m |
| 9     | Igor Janik             | Polen       | 71,43 m    | 67,59 m    | 77,63 m    | 77,63 m |
| 10    | Park Jae-myong         | Südkorea    | 76,63 m    | 75,61 m    | 74,25 m    | 76,63 m |
| 11    | John Robert Oosthuizen | Südafrika   | x          | 74,55 m    | 76,16 m    | 76,16 m |
| 12    | Breaux Greer           | USA         | 73,68 m    | x          | x          | 73,68 m |
| 13    | Ignacio Guerra         | Chile       | 71,07 m    | 71,35 m    | 73,03 m    | 73,03 m |
| 14    | Sergei Makarow         | Russland    | x          | x          | 72,47 m    | 72,47 m |
| 15    | Anier Boué             | Kuba        | 71,29 m    | 71,85 m    | x          | 71,85 m |
| 17    | Stephan Steding        | Deutschland | x          | 70,05 m    | x          | 70,05 m |
| 18    | Bobur Shokirjonov      | Usbekistan  | 69,54 m    | 66,29 m    | 68,29 m    | 69,54 m |
| NM    | Csongor Olteán         | Ungarn      | x          | x          | x          | ogV     |

Weitere in Qualifikationsgruppe  ausgeschiedene Speerwerfer:

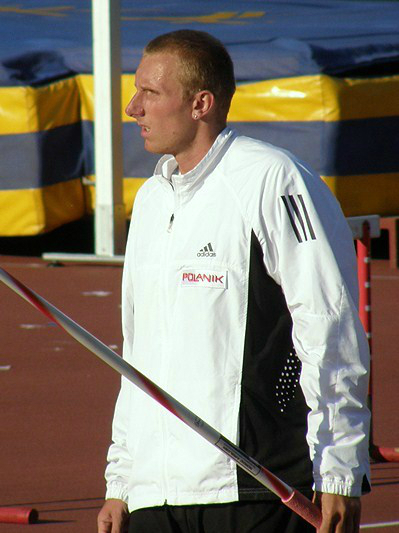
Igor Janik – 77,63 m
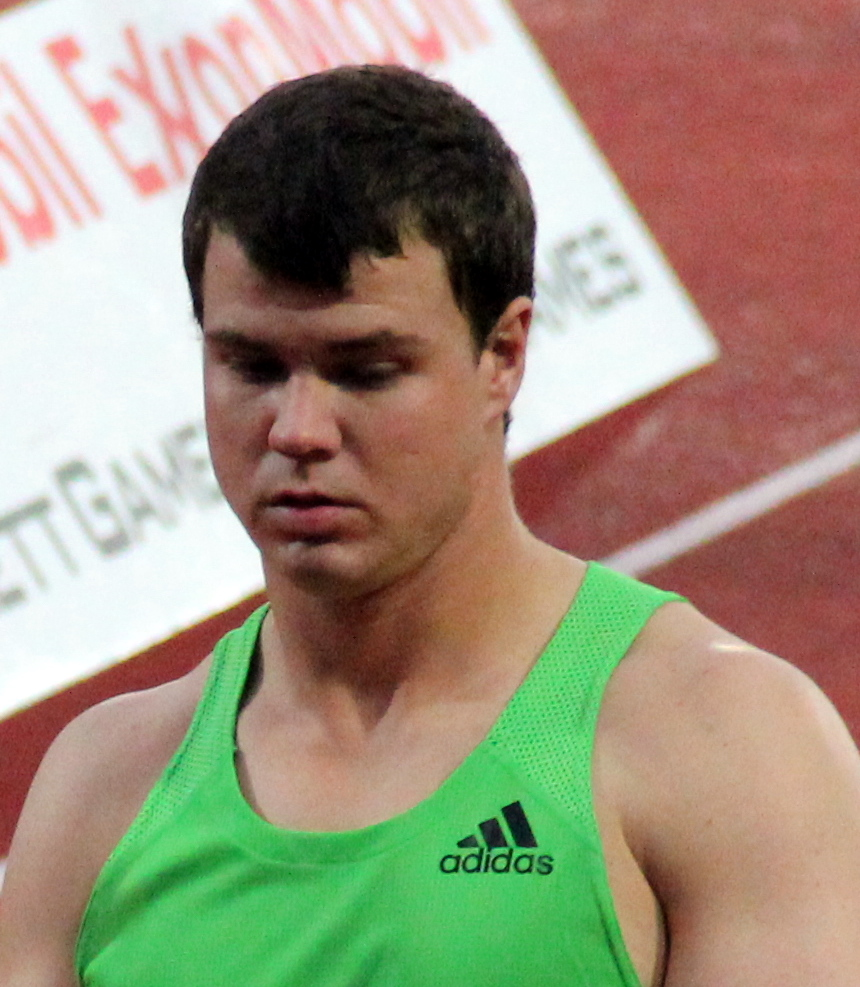
John Robert Oosthuizen – 76,16 m
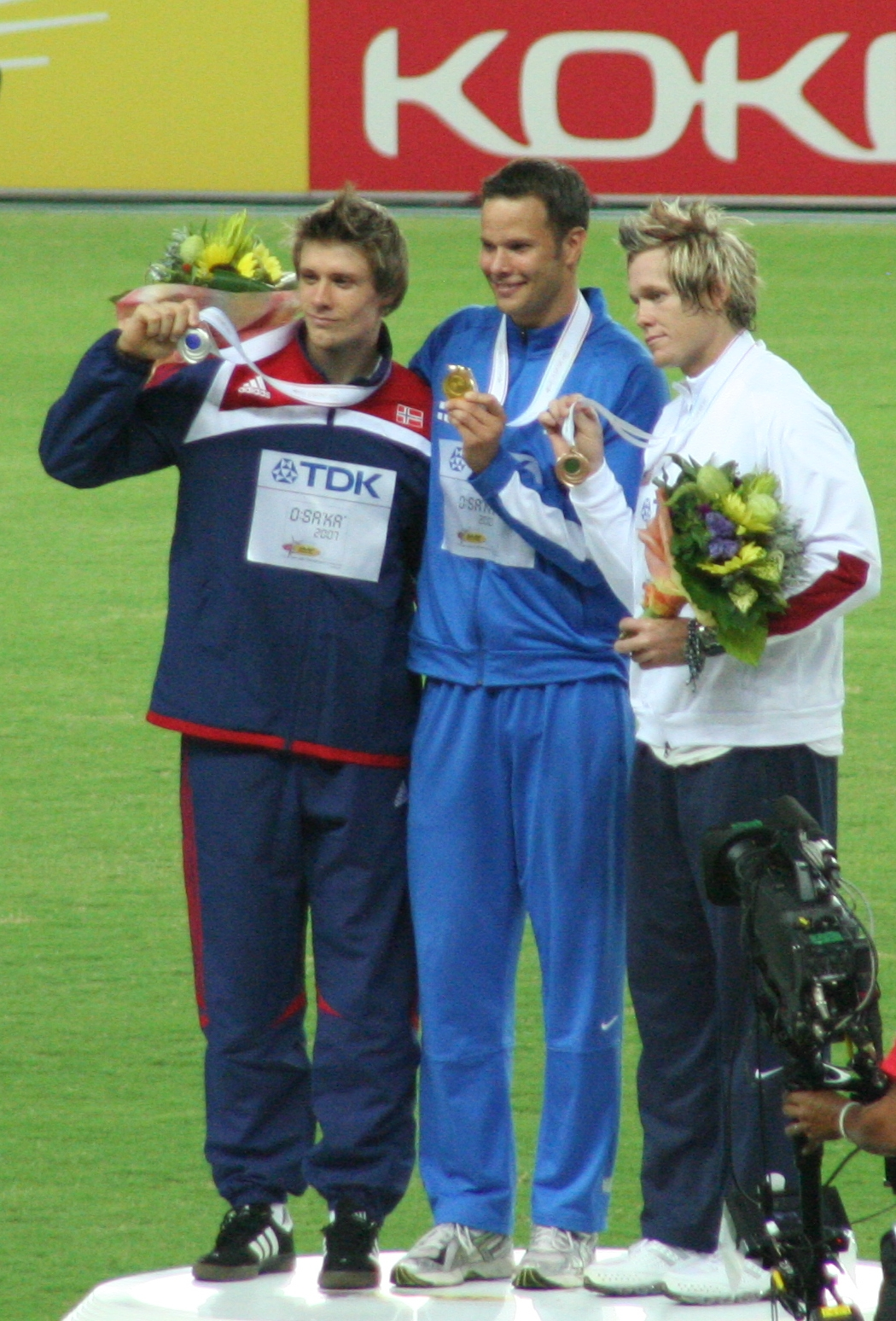
Breaux Greer (rechts) – 73,68 m
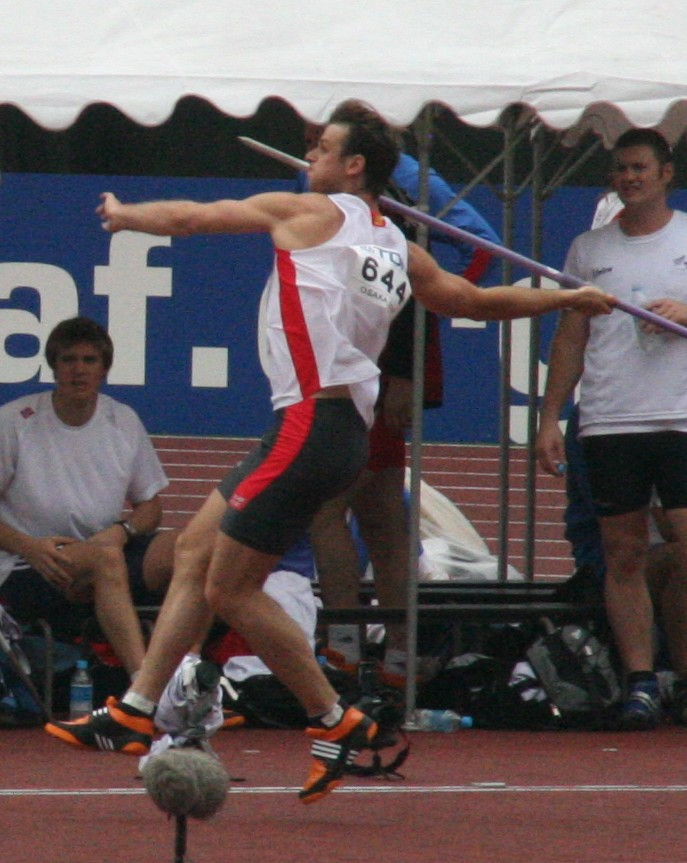
Stephan Steding – 70,05 m
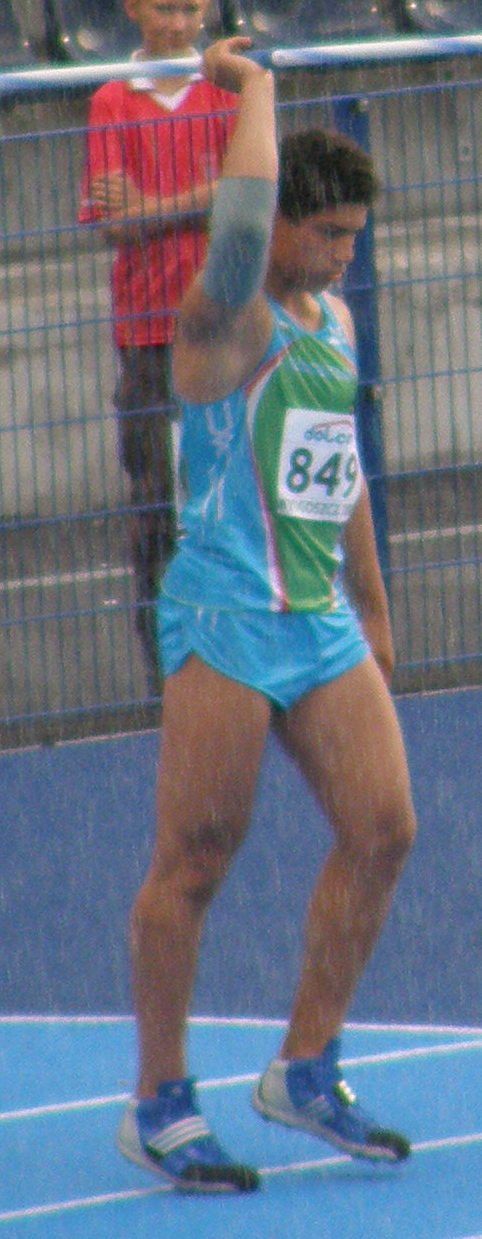
Bobur Shokirjonov – 69,54 m

### Gruppe B

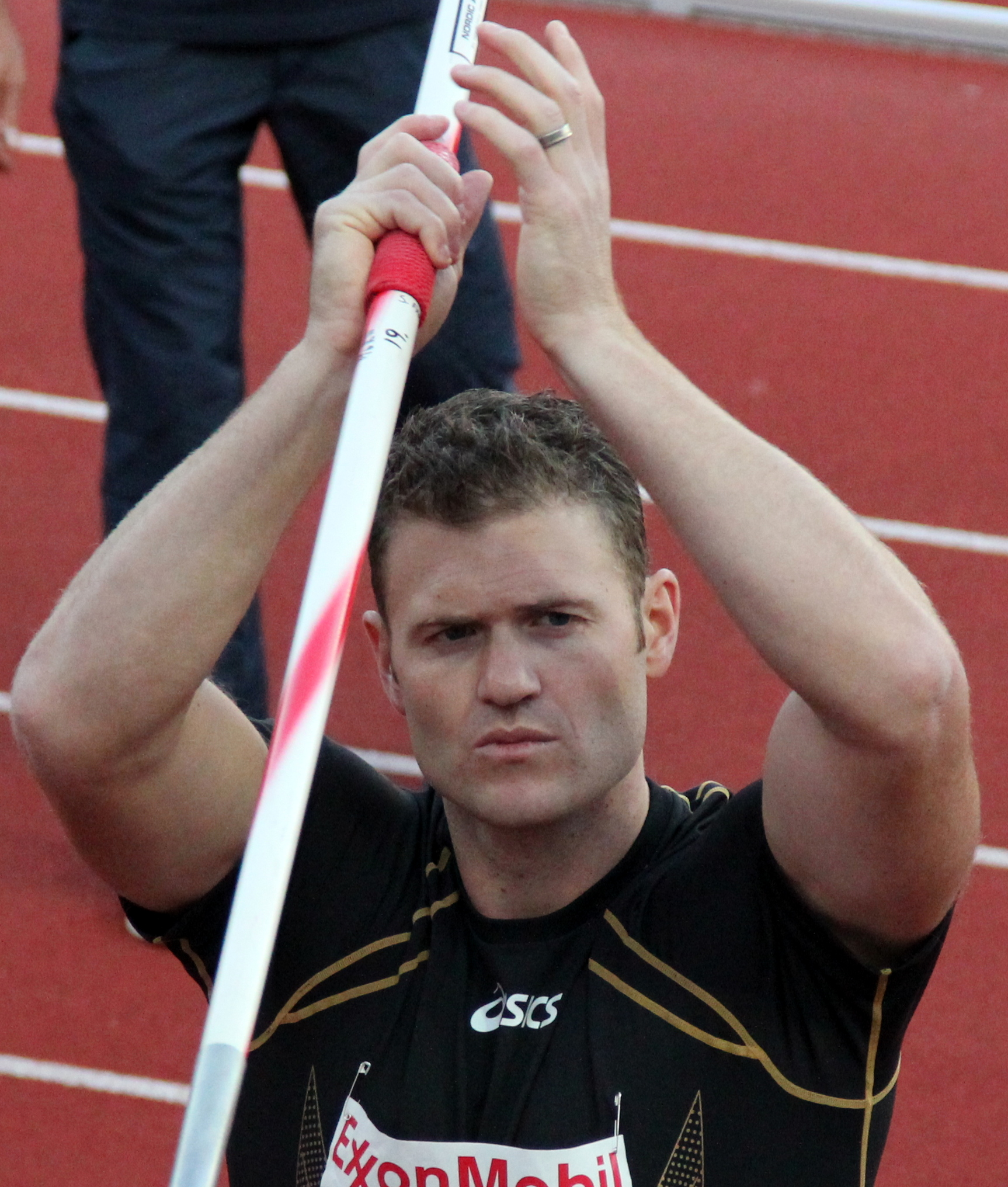
Stuart Farquhar – ausgeschieden mit 76,14 m
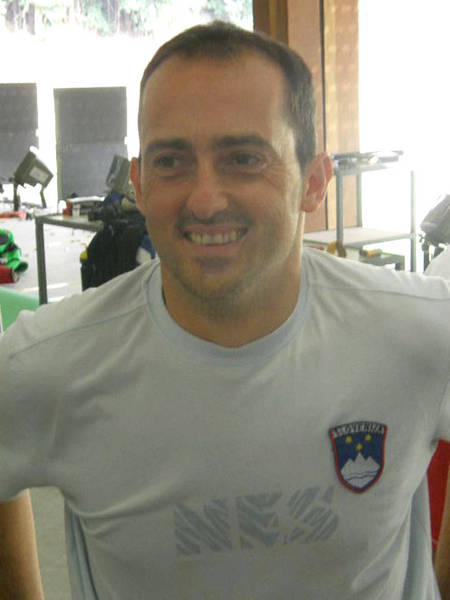
Matija Kranjc – ausgeschieden mit 71,00 m

21. August 2004, 11:40 Uhr
| Platz | Name                | Nation              | 1. Versuch | 2. Versuch | 3. Versuch | Weite   | Anmerkung |
| ----- | ------------------- | ------------------- | ---------- | ---------- | ---------- | ------- | --------- |
| 1     | Vadims Vasiļevskis  | Lettland            | 83,51 m    | –          | –          | 83,51 m |           |
| 2     | Ilja Korotkow       | Russland            | 79,13 m    | 83,33 m    | –          | 83,33 m |           |
| 3     | Tero Pitkämäki      | Finnland            | x          | 82,61 m    | –          | 82,61 m |           |
| 4     | Tero Järvenpää      | Finnland            | 77,76 m    | 82,34 m    | –          | 82,34 m |           |
| 5     | Vítězslav Veselý    | Tschechien          | x          | 78,93 m    | 81,20 m    | 81,20 m | PB        |
| 6     | Andreas Thorkildsen | Norwegen            | 79,85 m    | x          | –          | 79,85 m |           |
| 7     | Alexander Iwanow    | Russland            | 75,73 m    | 73,89 m    | 79,27 m    | 79,27 m |           |
| 8     | Leigh Smith         | USA                 | x          | 74,18 m    | 76,55 m    | 76,55 m |           |
| 9     | Stuart Farquhar     | Neuseeland          | 76,14 m    | 75,51 m    | 73,87 m    | 76,14 m |           |
| 10    | Mihkel Kukk         | Estland             | 63,42 m    | 70,55 m    | 75,56 m    | 75,56 m |           |
| 11    | Chen Qi             | Volksrepublik China | 73,50 m    | x          | x          | 73,50 m |           |
| 12    | Mike Hazle          | USA                 | x          | 72,75 m    | 71,69 m    | 72,75 m |           |
| 13    | Ioannis Smalios     | Griechenland        | x          | 71,87 m    | 67,39 m    | 71,87 m |           |
| 14    | Roman Awramenko     | Ukraine             | 71,64 m    | 70,68 m    | 71,10 m    | 71,64 m |           |
| 15    | Matija Kranjc       | Slowenien           | 71,00 m    | x          | x          | 71,00 m |           |
| 16    | Pablo Pietrobelli   | Argentinien         | 58,04 m    | 66,95 m    | 69,09 m    | 69,09 m |           |
| 17    | Alexander Vieweg    | Deutschland         | 67,49 m    | 66,37 m    | 67,39 m    | 67,49 m |           |
| 18    | Kolyo Neshev        | Bulgarien           | 66,00 m    | x          | x          | 66,00 m |           |
| 19    | Melik Janoyan       | Armenien            | x          | x          | 64,47 m    | 64,47 m |           |

## Finale
23. August 2004, 19:10 Uhr
| Platz | Name                | Nation     | 1. Versuch | 2. Versuch | 3. Versuch | 4. Versuch                             | 5. Versuch                             | 6. Versuch                             | Endresultat | Anmerkung |
| ----- | ------------------- | ---------- | ---------- | ---------- | ---------- | -------------------------------------- | -------------------------------------- | -------------------------------------- | ----------- | --------- |
| 1     | Andreas Thorkildsen | Norwegen   | 84,72 m    | 85,92 m    | 87,93 m    | 85,13 m                                | 90,57 m OR                             | –                                      | 90,57 m     | OR        |
| 2     | Ainārs Kovals       | Lettland   | 79,45 m    | 82,63 m    | 82,28 m    | 78,98 m                                | 80,65 m                                | 86,64 m                                | 86,64 m     | PB        |
| 3     | Tero Pitkämäki      | Finnland   | 83,75 m    | x          | 80,69 m    | 85,83 m                                | x                                      | 86,16 m                                | 86,16 m     |           |
| 4     | Tero Järvenpää      | Finnland   | 83,95 m    | x          | x          | x                                      | x                                      | 83,63 m                                | 83,95 m     |           |
| 5     | Teemu Wirkkala      | Finnland   | x          | 73,90 m    | 83,46 m    | x                                      | –                                      | 78,23 m                                | 83,46 m     |           |
| 6     | Jarrod Bannister    | Australien | 83,45 m    | 80,59 m    | 82,20 m    | –                                      | –                                      | –                                      | 83,45 m     |           |
| 7     | Ilja Korotkow       | Russland   | 82,54 m    | x          | 76,84 m    | 82,15 m                                | x                                      | 83,15 m                                | 83,15 m     |           |
| 8     | Uladsimir Kaslou    | Belarus    | 82,06 m    | 77,57 m    | 74,09 m    | x                                      | x                                      | 75,36 m                                | 82,06 m     | PB        |
|       |                     |            |            |            |            |                                        |                                        |                                        |             |           |
| 9     | Vadims Vasiļevskis  | Lettland   | 76,75 m    | x          | 81,32 m    | nicht im Finale der besten acht Werfer | nicht im Finale der besten acht Werfer | nicht im Finale der besten acht Werfer | 81,32 m     |           |
| 10    | Scott Russell       | Kanada     | 80,90 m    | 78,02 m    | x          | nicht im Finale der besten acht Werfer | nicht im Finale der besten acht Werfer | nicht im Finale der besten acht Werfer | 80,90 m     |           |
| 11    | Magnus Arvidsson    | Schweden   | 79,85 m    | 79,57 m    | 80,16 m    | nicht im Finale der besten acht Werfer | nicht im Finale der besten acht Werfer | nicht im Finale der besten acht Werfer | 80,16 m     |           |
| 12    | Vítězslav Veselý    | Tschechien | x          | x          | 76,76 m    | nicht im Finale der besten acht Werfer | nicht im Finale der besten acht Werfer | nicht im Finale der besten acht Werfer | 76,76 m     |           |

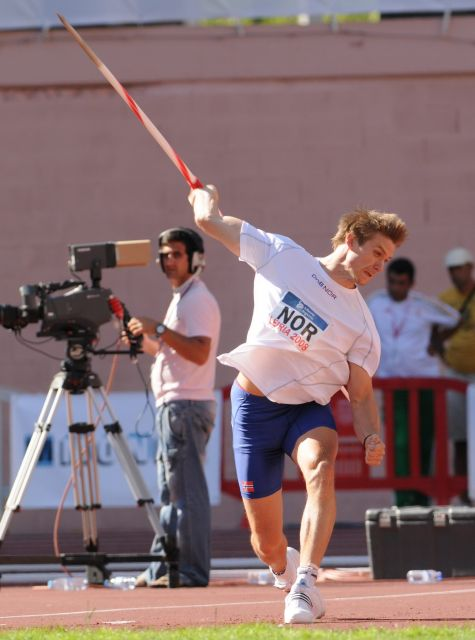
Der zweite Olympiasieg in Folge für Andreas Thorkildsen

Für das Finale hatten sich zwölf Athleten qualifiziert, drei von ihnen über die Qualifikationsweite, weitere neun über ihre Platzierungen. Vertreten waren drei Finnen, zwei Letten sowie je ein Teilnehmer aus Australien, Kanada, Norwegen, Russland, Schweden, Tschechien und Weißrussland.
Favoriten waren vor allem der finnische Weltmeister Tero Pitkämäki, auch WM-Vierter von 2005 und Vizeeuropameister von 2006, sowie der Norweger Andreas Thorkildsen, Olympiasieger von 2004, Vizeweltmeister von 2005 und 2007, Europameister von 2006. Weitere Medaillenkandidaten waren der US-amerikanische WM-Dritte von 2007 Breaux Greer sowie die beiden lettischen Werfer Vadims Vasiļevskis als WM-Vierter von 2007 und EM-Vierter von 2006 sowie Ainārs Kovals als EM-Fünfter von 2006 und WM-Siebter von 2005. Auch der russische WM-Dritte von 2005 Sergei Makarow startete aussichtsreich bei diesen Olympischen Spielen. Er und Greer waren allerdings bereits in der Qualifikation ausgeschieden.
Im Finale ließen Toppweiten zunächst einmal ein bisschen auf sich warten. Thorkildsen hatte nach Runde eins die Spitzenposition mit 84,72 m vor dem Finnen Tero Järvenpää mit 83,95 m. Dahinter lagen Pitkämäki (83,75 m) und der Australier Jarrod Bannister (83,45 m). Im zweiten Durchgang verbesserte sich Thorkildsen auf 85,92 m, Kovals brachte sich mit 82,63 m auf Rang fünf, ansonsten passierte wenig. In der dritten Runde steigerte Thorkildsen sich weiter auf 87,93 m, der Finne Teemu Wirkkala war mit 83,46 m jetzt Vierter. Es führte also ein Norweger vor drei Finnen, auf Platz fünf rangierte Bannister vor Kovals.
In der ersten Finalrunde der besten acht Werfer erzielte Pitkämäki 85,83 m und war damit Zweiter. Im vorletzten Durchgang gelang Thorkildsen eine weitere Steigerung. Er verbesserte Jan Železnýs olympischen Rekord um vierzig Zentimeter auf 90,57 m und verzichtete anschließend auf seinen letzten Versuch. In dieser letzten Runde gab es noch zwei Änderungen. Ainārs Kovals gelangen 86,64 m, das war am Ende die Silbermedaille. Tero Pitkämäki verbesserte sich zwar noch einmal auf 86,16 m, es blieb jedoch bei Bronze für ihn. Olympiasieger mit deutlichem Vorsprung und der klar besten Serie aber war Andreas Thorkildsen, der damit seinen Erfolg von 2004 wiederholte. Vierter wurde Tero Järvenpää vor Teemu Wirkkala. Platz sechs belegte Jarrod Bannister.

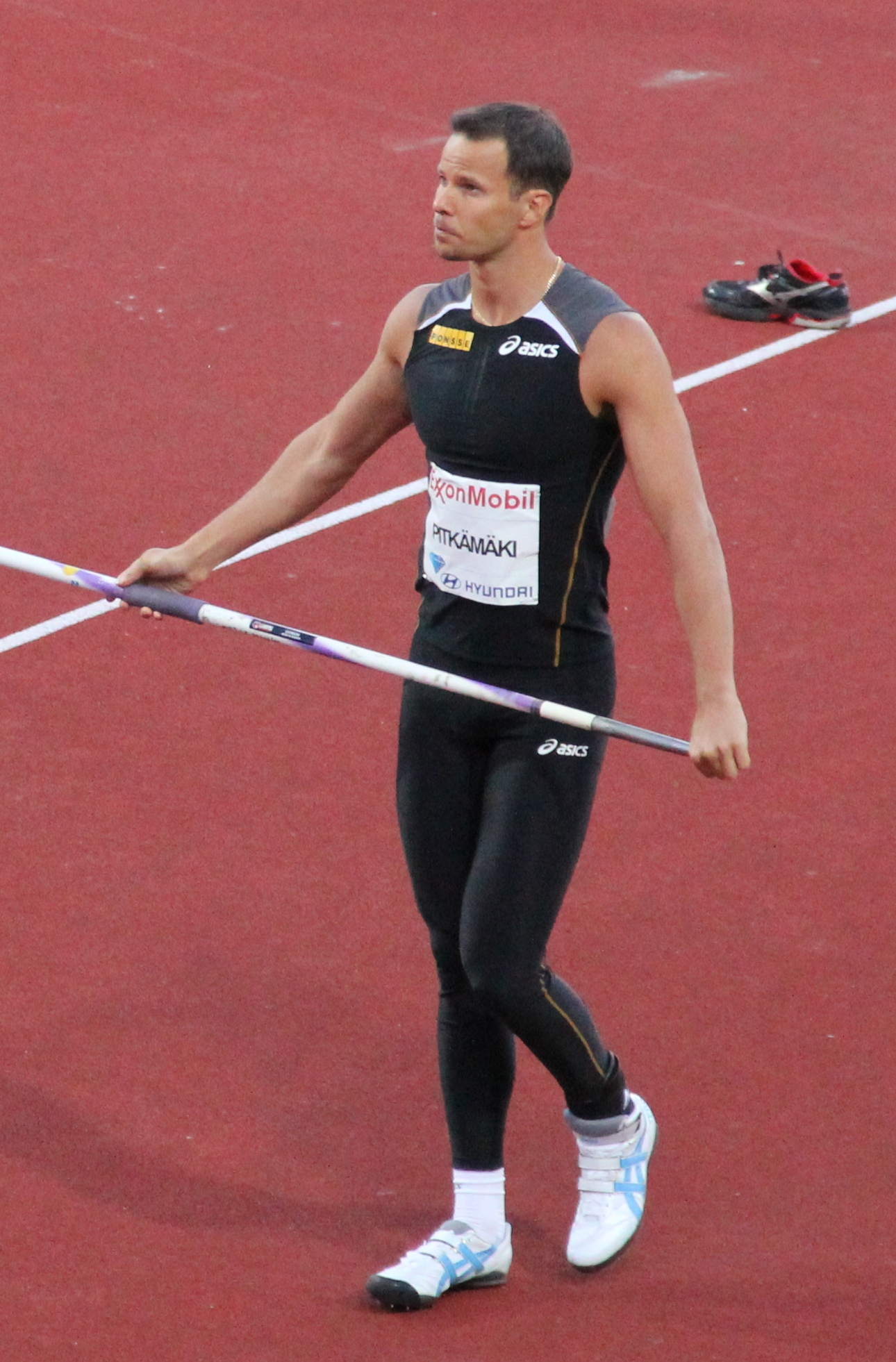
Bronzemedaillengewinner Tero Pitkämäki
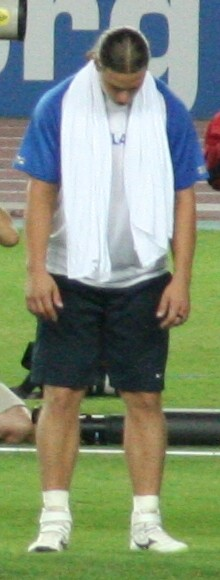
Der Olympiavierte Tero Järvenpää
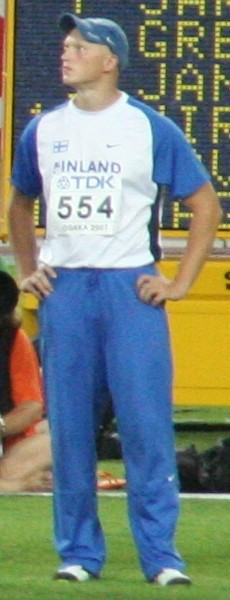
Teemu Wirkkala belegte Rang fünf
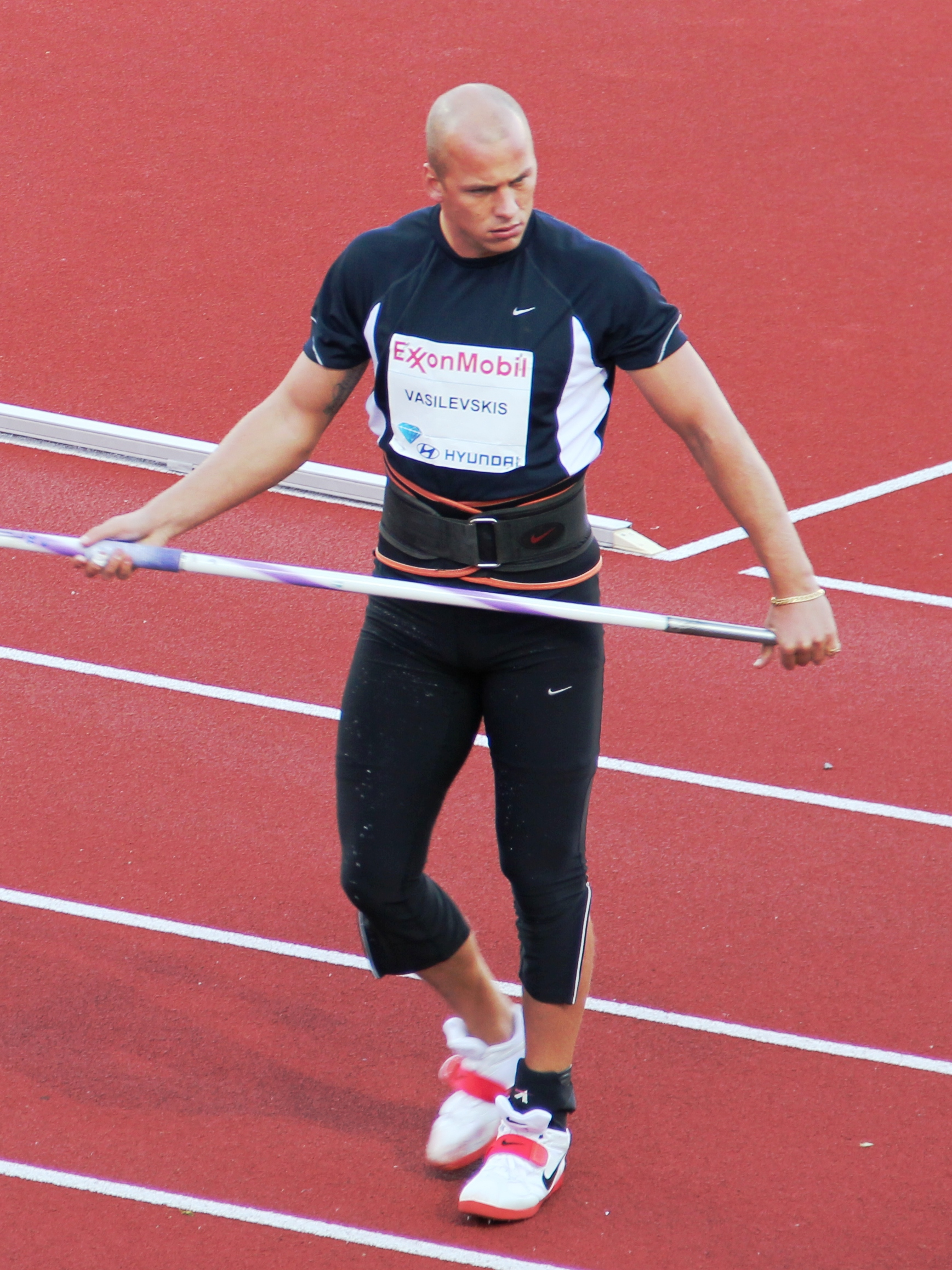
Vadims Vasiļevskis wurde Olympianeunter
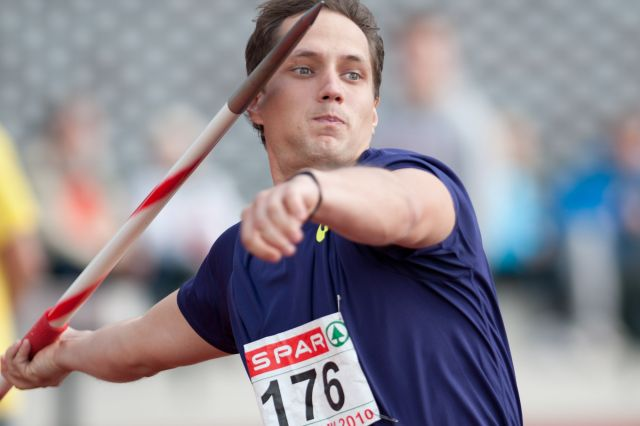
Vítězslav Veselý kam auf Rang zwölf

## Video
- Athletics - Men's Javelin Final - Beijing 2008 Summer Olympic Games, youtube.com, abgerufen am 10. März 2022